# South Pacific Tennis Classic 1981
Il South Pacific Tennis Classic 1981 è stato un torneo di tennis giocato sull'erba. Il torneo si è giocato a Brisbane in Australia dal 5 all'11 ottobre 1981.

## Campioni

### Singolare
Mark Edmondson ha battuto in finale  Chris Lewis con il punteggio di 7–6 4–6 6–4

### Doppio
Rod Frawley /  Chris Lewis hanno battuto in finale  Mark Edmondson /  Mike Estep con il punteggio di 7–5, 4–6, 7–6(4)